# Густав Альтманн
Густав Альтманн (нім. Gustav Altmann; нар. 13 квітня 1912, Бриц, Бранденбург — пом. 20 лютого 1981, Райнгардсгаген, Гессен) — німецький офіцер, майор повітрянодесантних військ Німеччини в роки Другої світової війни 1939–1945. Відзначився під час битви за форт Ебен Емаель. Кавалер Лицарського хреста (1940).

## Біографія
Військова кар'єра
- 9 квітня 1931 — анвертер поліції
- 1932 — вахмістр поліції
- 1935 — обер-вахмістр поліції
- 1935 — обер-єгер
- 1936 — фельдфебель
- 17 грудня 1937 — лейтенант
- 1 квітня 1939 — оберлейтенант
- 16 травня 1940 — гауптман
- 24 серпня 1942 — майор[1]

Густав Альтманн народився 13 квітня 1912 у містечку Бриц, поблизу адміністративного центру Еберсвальде в провінції Бранденбург.
9 квітня 1931 поступив на службу до поліції Кіля, згодом продовжив службу у спеціальному підрозділі поліції «Векке», який з 1 жовтня 1935 став полком «Герман Герінг».
З 1 червня по 29 вересня 1937 він навчався на офіцерських курсах перепідготовки у Гатові (Берлін), після завершення яких 4 листопада 1937 призначений командиром 11-ї роти полку «Генерал Герінг». 17 грудня 1937 отримав звання лейтенанта.
З початком підготовки Вермахту до вторгнення у Польщу Г. Альтманн на посаді командира 1-ї роти 1-го парашутно-десантного полку у Штендалі. 1 квітня 1939 отримав чергове звання — оберлейтенант.

### Десант на форт Ебен-Емаель
У рамках підготовки до Західної кампанії в 1940 році, Альтманн приєднався добровольцем до штурмового загону гауптмана Коха, з яким проходив тренування до штурму бельгійської фортеці Ебен Емаель. Тренування здійснювалися на фортифікаційних спорудах у захопленій Польщі у Гливицях та в Судетах на «лінії Бенеша» поблизу Шумперка. На заняттях відпрацьовувалися штурмові методи захоплення блоків, казематів та вогневих точок, використовуючи усю штатну зброю, у тому числі торпеди Бангалора, вогнемети й звичайні заряди вибухових речовин.
До березня 1940 року, рівень готовності штурмового загону Коха досяг найвищого ступеня. Густав Альтманн очолив одну з чотирьох ударних груп:
штурмову групу «Сталь» (нім. Sturmgruppe Stahl), яка виділялася для штурму Вельдвезельтського моста (1 офіцер та 91 солдат і сержант на 9 планерах DFS 230).
О 04:20 10 травня 1940 року група «Сталь» з німецьким десантом на планерах під командуванням оберлейтенанта Густава Альтманна висадилася поблизу Вельдвезельтського мосту. Під час приземлення бельгійська охорона зустріла десантників шквальним вогнем. Й хоча планери приземлилися на різній відстані від об'єкту, командир встиг за 10 хвилин організувати атаку мосту і з ходу захопити бункери охорони та знешкодити вибухові пристрої на цілі. Група «Сталь» швидко опанувала об'єкт й негайно організувала кругову оборону навколо мосту.
О 05:15 на підмогу обер-лейтенанту Г. Альтманну німецькі льотчики скинули парашутами 2 кулеметних обслуги, які мали значно посилити вогневі можливості штурмової групи. Однак, під час десантування один солдат був вбитий, у другого не розкрився парашут, ще один кулеметник був поранений бельгійцями, які згодом влаштували низку атак на німецькі позиції. За підтримкою «Штукас» десантники продовжували тримати позиції.
Німці тривалий час захищали міст під артилерійським і мінометним вогнем супротивника, коли ближче до полудня прибуло підкріплення, які швидко організувало контратаку та відбило бельгійських захисників з їх позицій. О 20:30 група «Сталь» була відведена з мосту й повернулася через Маастріхт до Німеччини. Ціною 8 загиблих, 14 важко поранених та 16 легко поранених, міст був захоплений, задача виконана. Бельгійські війська втратили 110 чоловік загиблими та близько 200 ув'язненими.

Нагородження Гітлером німецьких десантників-переможців захоплення форту Ебен-Емаель. Адольф Гітлер вручає Лицарські хрести Залізного хреста офіцерам-десантникам, що відзначилися під час операції із захоплення форту Ебен-Емаель. Зліва направо: гауптман Вальтер Кох, оберлейтенант Рудольф Вітціг, оберлейтенант Густав Альтманн, оберлейтенант Вальтер Кісс, оберлейтенант Отто Зірах, лейтенант Йоахим Майснер, лейтенант Егон Деліка, старший доктор Рольф Ягер й лейтенант Гельмут Рінглер. 16 травня 1940 року

16 травня 1940 року особисто Адольф Гітлер вручив усім офіцерам штурмового загону, у тому числі Г. Альтманну, нову почесну нагороду — Лицарський хрест Залізного хреста. Того ж дня, йому присвоєне звання гауптмана.
1 жовтня 1940, після успішного завершення Французької кампанії Г. Альтманн був призначений командиром 2-ї роти 1-го десантно-штурмового полку.

### Операція «Меркурій»
На чолі цієй роти гауптман взяв участь в операції «Меркурій», висадці повітряного десанту на грецький острів Крит. 2-га рота, загальною чисельністю 150 чоловік на 15 планерах мала здійснити висадку в безпосередній близькості від позицій британських зенітників, та зв'язавши їх боєм, забезпечити успіх десантування основних сил 3-го парашутно-десантного полку. У результаті боїв з грецькими та британськими військами на півострові Акротирі десантна рота втратила 108 десантників і 22 травня 1941, в цій безвихідній ситуації командиру роти Г.Альтманн, а також командирам взводів оберлейтенанту Мер і лейтенанту Рамлер довелося здатися.
У британському полоні офіцер перебував до кінця війни, після завершення повернувся до Німеччини, де помер 20 лютого 1981 у містечку Райнгардсгаген у землі Гессен.